# دسامبر من
«دسامبر من» (به انگلیسی: My December) آلبومی از کلی کلارکسون است که در ۲۲ ژوئن ۲۰۰۷ منتشر شد.